# Трувери
Труве́ри (фр. trouvères, етимологія аналогічна до слова «трубадури», лише не від окситанського, а французького дієслова trover, trouver — знаходити, зображати, складати):
- У літературознавстві — ліричні французькі поети кінця XI — початку XIV ст., спадкоємці традицій провансальських трубадурів.

- У широкому сенсі слова — середньовічні французькі поети зазначеної епохи, автори ліричних та епічних творів, героїчних поем, а також романів чи фабльо).

Трувери іноді були авторами творів, які виконувалися іншими особами, але дуже часто вони самі були жонглерами або менестрелями, тобто авторами та виконавцями одночасно.
Поезія труверів поділяється на три основних періоди.

## Перший період
Перший, докуртуазний період — до середини XII ст. Творчість труверів має анонімний характер, а її зміст як за формою, так і за сюжетами наближається до народної поезії (ритми, приспів, паралелізм зі світом природи і тварин, календарні та обрядові мотиви). Основні жанри — романси, історичні або ткацькі пісні (chansons d'histoire, chansons de toile), зворушливі оповіді про кохання, пісні танцювальні та весняні (rondel, reverdie, retroenge тощо), пісні-скарги на жіночу долю (chansons de mal mariée), пастурелі. Усі ці пісні дійшли до нас у пізніших списках і в переробленому вигляді. Для цих творів характерні простота мови та щира безпосередність.

## Другий період
У другий період, приблизно в 1150—1240 роках, поезія труверів стає складнішою і знаходить власний особистий та куртуазний характер. Зміст визначається новим світсько-лицарським світоглядом з його «культом земної радості і любові». Цей культ виражався в піднесених почуттях людини та в дещо екзальтованому «культі дами». Лірика труверів виявляє риси схожості з поезією трубадурів за своєю тематикою й стилістикою. Трувери зазнали прямого і досить сильного впливу поезії трубадурів завдяки інтенсивному літературному обмінові, що відбувався між Провансом і Францією у XII ст. Трувери часто подорожували Францією, провансальські літературні смаки і звички всіляко поширювалися серед знаті. Як приклад, можна назвати двох доньок «першого трубадура» Гійома IX Аквітанського, одна з яких стала французькою королевою, інша — графинею Шампанською). Вплив провансальської поезії в ліриці труверів характеризується складною, умовною фразеологією і дуже піднесеною концепцією любові. Проте в ній не зустрічається зумисної спрямованості на «темний стиль» (trobar clus) , характерний для деяких трубадурів. Типовим прикладом поезії труверів є лірика Кретьєна де Труа.
Інші видатні трувери цього періоду — Блондель де Нель, Конон Бетюнський, Тібо Шампанський — король Наварри та ін. Безпосередніша й простіша поезія Гаса Брюле і, особливо, Коліна Мюзе, в творчості якого знову оживають мотиви і форми народних пісень. Характерні жанри цього періоду — це «пісня» (chanson), «дебати» (débat і їхній різновид — jeu parti), альба (albe), сірвента (serventois — пісня полемічного або агітаційного характеру), оброблена в куртуазному дусі пастурель.

## Третій період
Третій період, пов'язаний з появою міського стану, характеризується в ліриці труверів вираженим переродженням лицарських жанрів і стилю. Нові міські трувери, що гуртуються у великих торгових і промислових центрах Франції (особливо на півночі — Артуа) в свої організації (puys) на кшталт поетичних цехів, зберігають багато елементів техніки куртуазної лірики, але додають нові елементи раціоналізму, натуралізму, суб'єктивізму, моральної дидактики та релігійної тематики (наприклад, культ Богоматері). Розквіт лірики міських труверів припадає на середину XIII століття.
Найяскравішим представником поезії труверів цього періоду був Рютбеф, поезія якого була сповнена злободенним і публіцистичним спрямуванням. Інші видатні трувери — Жан Бодель (хронологічно належить ще до попереднього періоду, але вже має всі елементи нового стилю), Адам де ла Аль та ін.